# Rigmor Reumert
Rigmor Reumert (født Rigmor Julie Emmy Haralda Dinesen 3. september 1893 i København – 15. februar 1978) var en dansk skuespillerinde.
Hun blev undervist hos Anna Norrie, Olivia Norrie og Poul Nielsen, inden hun blev optaget på Det Kongelige Teaters Elevskole. Hun fik sin debut i 1913 i Julius Magnussen-lystspillet Hans eneste kone, hvor hun spillede sammen med Poul Reumert, som hun senere – i 1919 – blev gift med. Sammen med sin mand kom hun samme år til Dagmarteatret og blev senere tilknyttet Arenateatret. 
I 1930 blev ægteskabet opløst, og deres datter Anne Mette Dorine Flammé-Reumert døde. I begyndelsen af 1930'erne blev hun tilknyttet Odense Teater.

## Filmografi
- København, Kalundborg og - ? (1934)

### Stumfilm
- Et Justitsmord (1915)
- Addys Ægteskab (1916)